# We Can Do It!

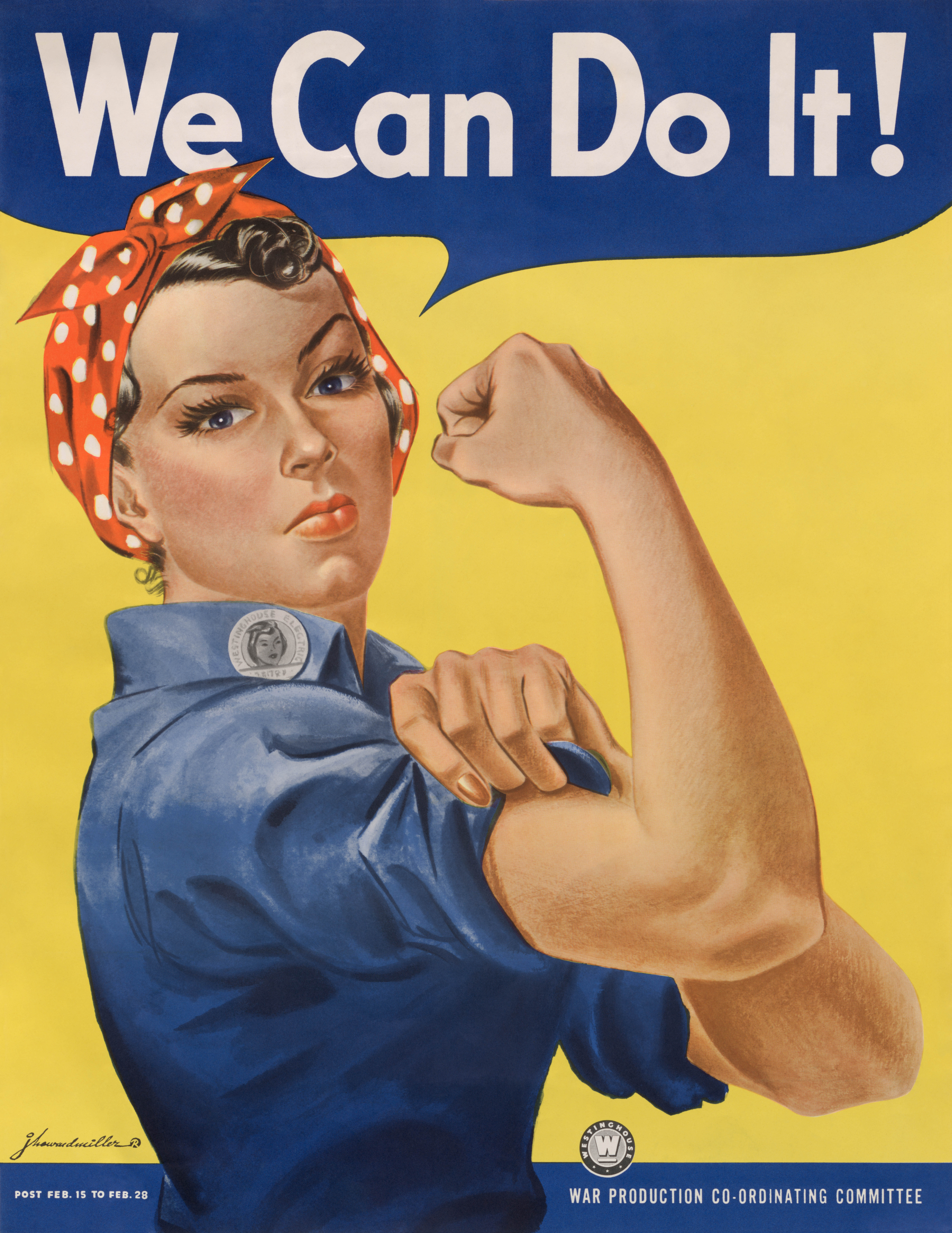
Afișul „We Can Do It!” al lui J. Howard Miller din 1943

„We Can Do It!” a fost un afiș de război american din timpul celui de-al Doilea Război Mondial, realizat de J. Howard Miller în 1943 pentru Westinghouse Electric Corporation ca o imagine destinată să inspire și să ridice moralul femeilor angajate în industrie.
Afișul a fost puțin întâlnit în timpul celui de-al Doilea Război Mondial. A fost redescoperit la începutul anilor 1980 și a fost reprodus pe scară largă în numeroase forme, fiind adesea numit „We Can Do It!”, dar și „Nituitoarea Rosie”, după figura iconică a unei femei puternice care lucrează în producția de război. Imaginea „We Can Do It!” a fost folosită pentru a promova feminismul și alte probleme politice începând cu anii 1980. Imaginea a apărut pe coperta revistei Smithsonian în 1994 și a fost transformată într-un timbru poștal în SUA în 1999. În 2008, a fost încorporată în materialele de campanie ale mai multor politicieni americani și a fost refăcută de un artist în 2010 pentru a celebra faptul că prima femeie a devenit prim-ministru al Australiei. Afișul este una dintre cele zece imagini cele mai solicitate la  Administrația Națională a Arhivelor și Înregistrărilor.
După redescoperirea sa, observatorii au presupus adesea că imaginea a fost folosită întotdeauna ca un apel pentru a inspira femeile angajate să se alăture efortului de război. Cu toate acestea, în timpul războiului, imaginea a fost strict internă la Westinghouse, afișată doar în februarie 1943, și nu era destinată recrutării, ci pentru a îndemna femeile deja angajate să muncească mai mult. Oamenii au profitat de atitudinea înălțătoare și de mesajul evident pentru refacerea imaginii în multe forme diferite, inclusiv pentru auto-îmbărbătare, promovarea unor campanii, publicitate și parodii.
După ce a văzut imaginea de pe coperta Smithsonian în 1994, Geraldine Hoff Doyle⁠(d) a spus din greșeală că ea era subiectul afișului. Doyle a crezut că fusese surprinsă și ea într-o fotografie din timpul războiului a unei femei muncitoare într-o fabrică și a presupus că această fotografie a inspirat posterul lui Miller. Confruntată cu „Rosie the Riveter”, Doyle a fost onorată de multe organizații, inclusiv de Michigan Women's Historical Center and Hall of Fame⁠(d). Cu toate acestea, în 2015, femeia din fotografia din timpul războiului a fost identificată ca fiind Naomi Parker⁠(d), în vârstă de 20 de ani la acea vreme, care lucra la începutul anului 1942, înainte ca Doyle să termine liceul. Ideea lui Doyle că fotografia a inspirat posterul nu poate fi dovedită sau infirmată, astfel că nici Doyle, nici Parker nu pot fi confirmate ca fiind modelul pentru „We Can Do It!”.

## Contextul istoric

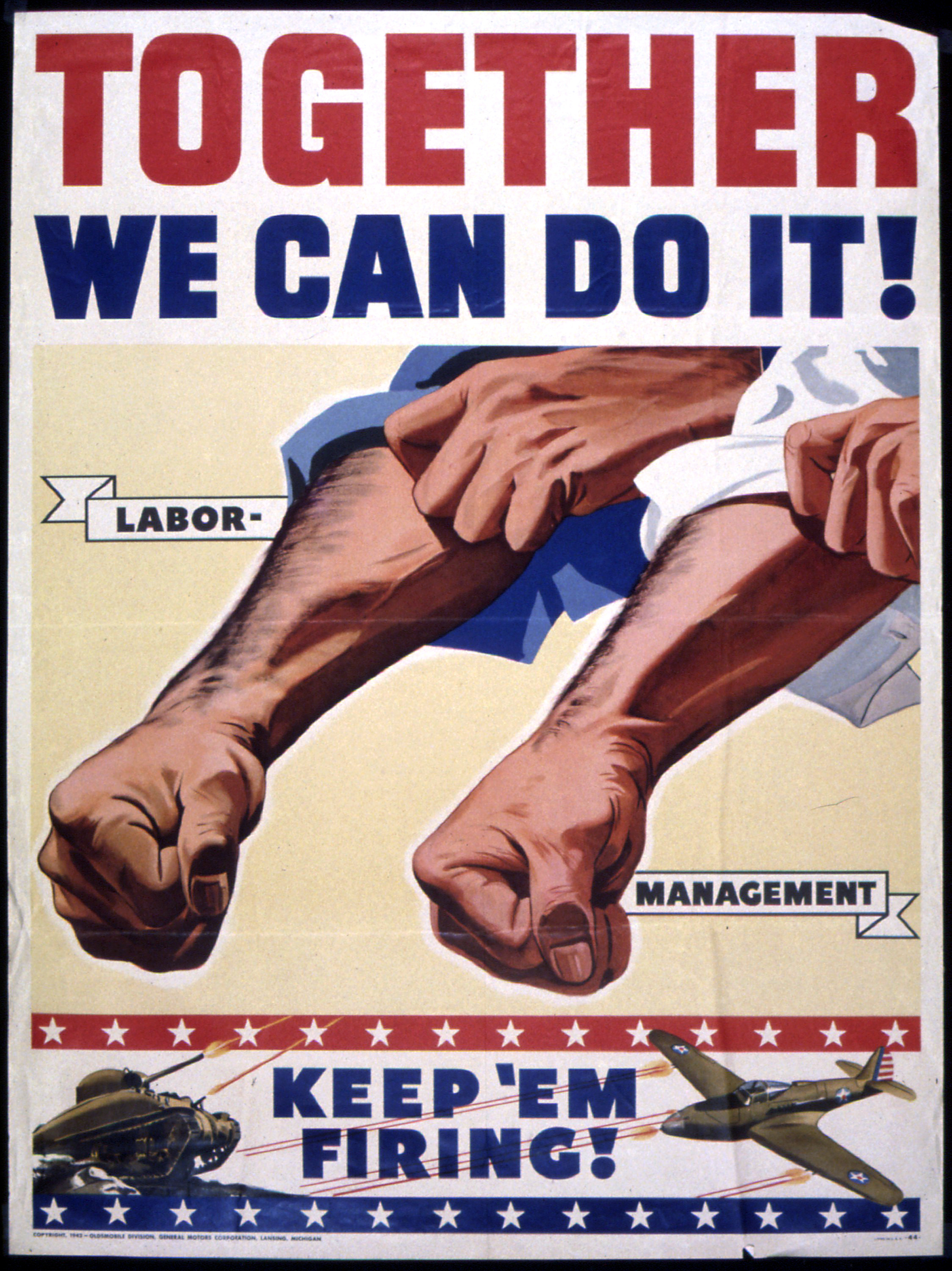
Un afiș de propagandă din 1942 care încurajează unitatea dintre muncitori și conducerea General Motors.

După atacul japonez de la Pearl Harbor, guvernul SUA a cerut industriei să producă cantități mai mari de produse de război. Atmosfera de la locul de muncă din marile fabrici era adesea tensionată din cauza resentimentelor acumulate între conducere și sindicate de-a lungul anilor 1930. Directorii unor companii precum General Motors (GM) au încercat să reducă la minimum fricțiunile din trecut și să încurajeze munca în echipă. Ca răspuns la zvonurile despre o campanie de relații publice a sindicatului United Auto Workers⁠(d), GM a produs rapid în 1942 un poster de propagandă care arată atât muncitorii, cât și conducerea, suflecându-și mânecile, aliniate pentru a menține un ritm constant al producției de război. Pe afiș se putea citi: „Împreună putem reuși!” și „Continuați să trageți!”. Prin crearea unor astfel de afișe, corporațiile doreau să crească producția prin exploatarea sentimentului popular în favoarea războiului, cu scopul final de a împiedica guvernul să exercite un control mai mare asupra producției

### J. Howard Miller
J. Howard Miller a fost un grafician american. A creat afișe în timpul celui de-al Doilea Război Mondial în sprijinul efortului de război, printre care și celebrul afiș „We Can Do It!”. În afară de acest poster emblematic, Miller rămâne în mare parte necunoscut. Timp de mulți ani, s-a scris foarte puțin despre viața lui Miller, incertitudinile extinzându-se până la data nașterii și a morții sale. În 2022, profesorul James J. Kimble a descoperit mai multe informații despre Miller, stabilind anul nașterii la 1898, iar cel al decesului la 1985. Miller a fost căsătorit cu Mabel Adair McCauley. Cei doi nu au avut copii, dar mai mulți nepoți din partea fraților lui Miller
Miller a studiat la Institutul de Artă din Pittsburgh, pe care l-a absolvit în 1939. A locuit în Pittsburgh în timpul războiului. Munca lui a intrat în atenția companiei Westinghouse (mai târziu, Comitetul de coordonare a producției de război Westinghouse) și a fost angajat să creeze o serie de postere. Afișele au fost sponsorizate de Comitetul intern de coordonare a producției de război al companiei, unul dintre sutele de comitete de conducere a muncii organizate sub supravegherea Consiliului național de producție de război. În afară de munca sa comercială, Miller a pictat peisaje și studii în ulei. Membrii familiei Miller au păstrat toate lucrările lui în casele lor

### Westinghouse Electric Corporation
În 1942, Miller a fost angajat de Comitetul de Coordonare a Producției de Război din cadrul Westinghouse Electric, prin intermediul unei agenții de publicitate, ca să creeze o serie de postere care să fie prezentate muncitorilor companiei. 

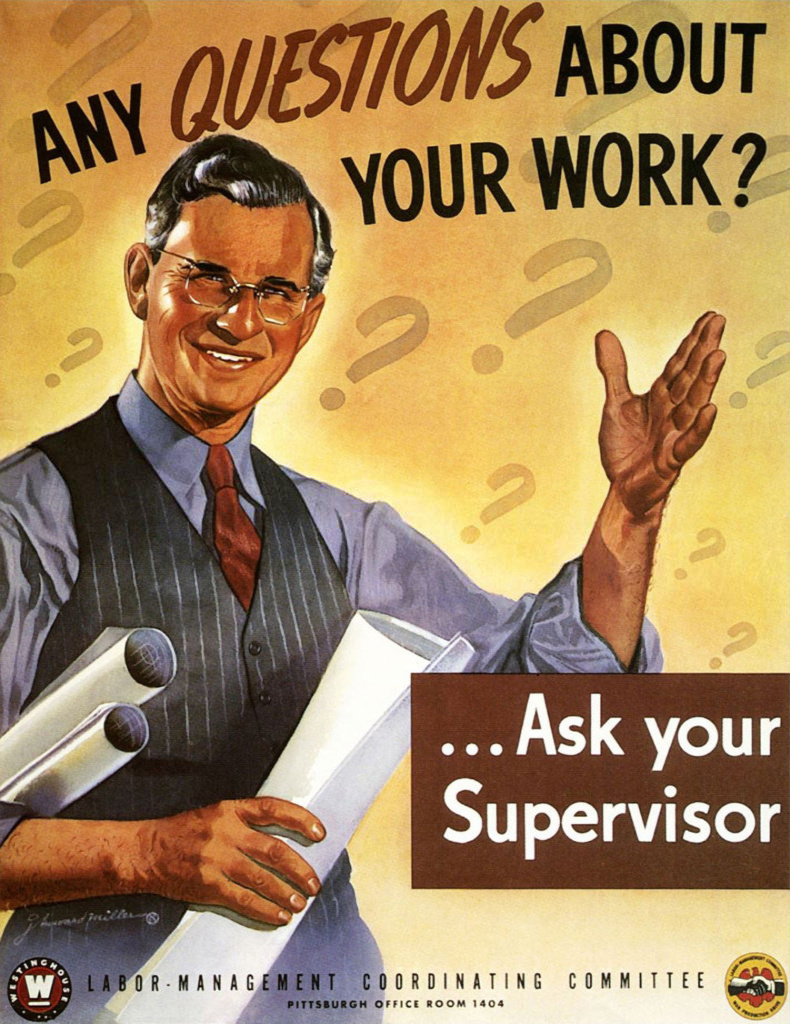
Un alt afiș al lui J. Howard Miller din seria „We Can Do It!”

Scopul proiectului de afișare a fost de ridicare a moralului muncitorilor, de reducere a absenteismului, de direcționare a întrebărilor muncitorilor către conducere și de reducere a probabilității de izbucnire a unor perturbări a procesului de muncă sau a unei greve în fabrică. Fiecare dintre cele peste 42 de postere concepute de Miller a fost expus în fabrică timp de două săptămâni, apoi a fost înlocuit cu următorul poster din serie. Majoritatea posterelor prezentau bărbați; acestea subliniau rolurile tradiționale ale bărbaților și femeilor. Unul dintre postere înfățișa un manager de sex masculin zâmbitor cu cuvintele „Aveți întrebări despre munca dumneavoastră? ... Întrebați-l pe supervizorul dvs.”.
Nu au fost tipărite mai mult de 1.800 de exemplare cu dimensiunile 559x432 mm ale afișului „We Can Do It!”. Inițial, nu a fost văzut doar în câteva fabrici Westinghouse din East Pittsburgh, Pennsylvania⁠(d) și din vestul mijlociu al SUA, unde era programat să fie expus timp de două săptămâni a câte cinci zile lucrătoare, începând de luni, 15 februarie 1943. Fabricile vizate produceau căptușeli de căști plastifiate, impregnate cu o rășină fenolică inventată de colectivul de ingineri de la Westinghouse. Majoritatea femeilor erau angajate în această întreprindere, care a produs aproximativ 13 milioane de căptușeli de căști pe parcursul războiului. Sloganul „We Can Do It!” nu a fost probabil interpretat de către muncitorii din fabrică ca responsabilizând doar femeile. Aceștia fuseseră țintiți de o serie de afișe paternaliste, de control, care promovau autoritatea conducerii, capacitatea angajaților și unitatea companiei, iar muncitorii ar fi înțeles probabil că imaginea însemna „Angajații Westinghouse pot reuși”, lucrând cu toții împreună. Imaginea optimistă a servit ca o propagandă discretă pentru ridicarea moralului angajaților și pentru împiedicarea încetinirii producției. Insigna de pe gulerul muncitoarei din afișul „We Can Do It!” o identifică drept angajată a uzinei Westinghouse Electric, iar hainele roșii, albe și albastre reprezentau un apel subtil la patriotism, una dintre tacticile frecvente ale comitetelor de producție de război ale corporațiilor. 

## Rosie the Riveter (Nituitoarea Rosie)
În timpul celui de-al Doilea Război Mondial, afișul „We Can Do It!” nu a avut nicio legătură cu cântecul Rosie the Riveter din 1942 și nici cu tabloul lui Norman Rockwell numit Rosie the Riveter, care a apărut pe coperta ediției de Memorial Day a ziarului Saturday Evening Post, din 29 mai 1943
. Afișul Westinghouse nu a fost asociat cu niciuna dintre femeile poreclite „Rosie” care au ieșit în evidență prin acțiunile de promovare a femeilor care lucrau pentru producția de război pe frontul intern. Mai degrabă, după ce a fost expus timp de două săptămâni în februarie 1943 unor muncitori ai fabricii Westinghouse, a dispărut pentru aproape patru decenii. Alte imagini "Rosie" au fost predominante, adesea fotografii ale unor muncitori reali. Oficiul de Informații de Război s-a pregătit pentru o campanie publicitară masivă la nivel național pentru promovarea războiului, dar „We Can Do It!” nu a făcut parte din ea
Pictura emblematică Rosie the Riveter a lui Norman Rockwell a fost cedată de către Post Departamentului Trezoreriei SUA ca să fie folosită în postere și campanii de promovare a obligațiunilor de război. După război, tabloul lui Rockwell a dispărut treptat din memoria publicului, deoarece era protejat prin drepturi de autor. Toate tablourile lui Rockwell au fost apărate cu fermitate de moștenitori după moartea sa. Această protecție a dus la creșterea valorii picturii originale – a fost vândută pentru aproape 5 milioane de dolari în 2002. Dimpotrivă, lipsa de protecție a imaginii „We Can Do It!” este unul dintre motivele pentru care aceasta a cunoscut o renaștere.
Ed Reis, un istoric voluntar al Westinghouse, a remarcat că imaginea originală nu a fost prezentată femeilor nituitoare în timpul războiului, astfel încât asocierea recentă cu „Rosie the Riveter” este nejustificată. Mai degrabă, aceasta viza femeile care confecționau căptușeli pentru căști din rășină „micarta”. Reis a glumit spunând că femeia din imagine ar fi fost mai probabil să se numească "Molly turnătoarea de rășină micarta” sau „Helen care căptușește casca".

## Redescoperirea

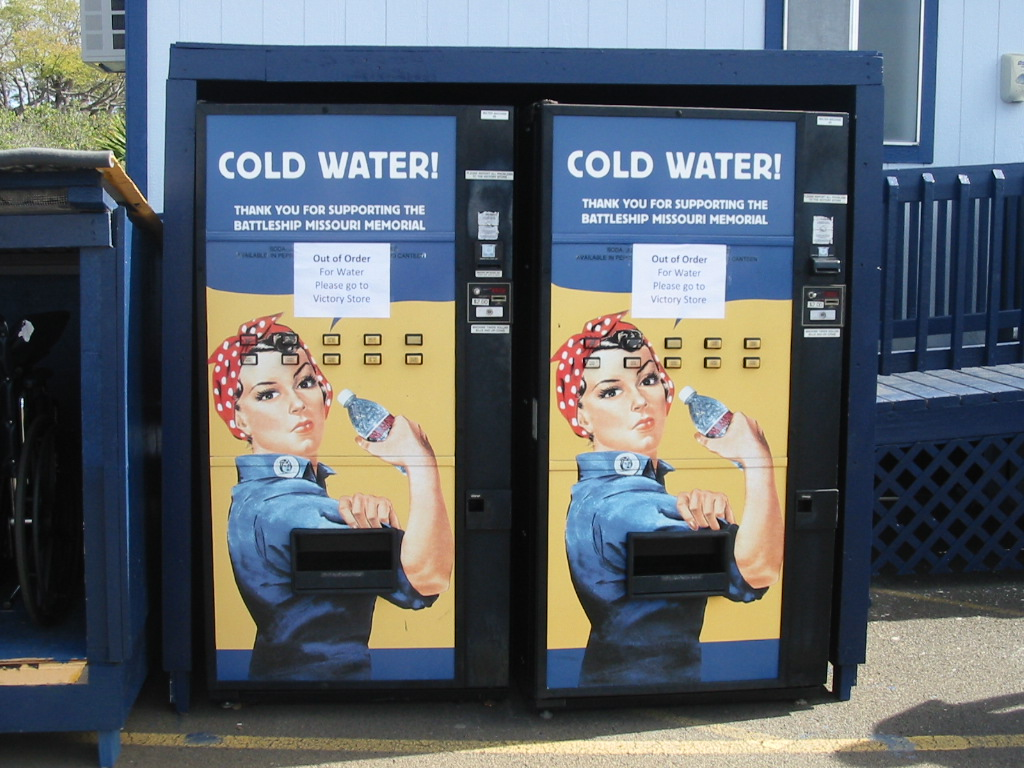
Un exemplu de utilizare comercială pe o pereche de automate pentru apă îmbuteliată la un Muzeu al Navelor de Război din al Doilea Război Mondial

În 1982, afișul "We Can Do It!" a fost reprodus într-un articol de revistă, "Poster Art for Patriotism's Sake", un articol din Washington Post Magazine despre posterele din colecția Arhivele Naționale.
In 1982, the "We Can Do It!" poster was reproduced in a magazine article, "Poster Art for Patriotism's Sake", a Washington Post Magazine article about posters in the collection of the National Archives.
În anii următori, afișul a fost reapropiat pentru a promova feminismul. Feministele au văzut în imagine o întruchipare a emancipării femeilor. "Noi" a fost înțeles ca însemnând „Noi, femeile”, unind toate femeile într-o frăție care luptă împotriva inegalității de gen. Acest lucru era foarte diferit de utilizarea din 1943 a afișului pentru controlul angajații și pentru descurajarea agitațiilor sindicale. Profesorul de istorie Jeremiah Axelrod a comentat combinația de feminitate a imaginii cu „compoziția și limbajul corporal masculin (aproape macho)”
Revista Smithsonian a pus imaginea pe copertă în martie 1994, pentru a invita privitorul să citească un articol despre posterele din timpul războiului. Serviciul poștal al  Serviciul poștal al Statelor Unite a creat pe baza imaginii un timbru de 33 de cenți în februarie 1999, la care s-au adăugat cuvintele „Women Support War Effort” (Femeile susțin efortul de război). Un poster Westinghouse din 1943 a fost expus la Muzeul Național de Istorie Americană, în cadrul expoziției care prezintă obiecte din deceniile al patrulea și al cincilea al secolului trecut.

## Fotografia
În 1984, fosta muncitoare din timpul războiului Geraldine Hoff Doyle⁠(d) a dat peste un articol din revista Modern Maturity în care apărea o fotografie din timpul războiului cu o tânără femeie care lucra la un strung și a presupus că fotografia i-a fost făcută la mijlocul sau la sfârșitul anului 1942, când a lucrat pentru scurt timp într-o fabrică. Zece ani mai târziu, Doyle a văzut afișul „We Can Do It!” pe prima pagină a revistei Smithsonian și a presupus că posterul era o imagine cu ea însăși. Fără a intenționa să profite de pe urma acestei legături, Doyle a decis că fotografia din 1942 l-a inspirat pe Miller să creeze posterul, făcând-o pe Doyle însăși modelul pentru afiș. Ulterior, Doyle a fost creditat pe scară largă ca fiind sursa de inspirație pentru posterul lui Miller. Dintr-o arhivă de fotografii de știri ACME⁠(d), profesorul James J. Kimble a obținut originalul fotografiei, inclusiv legenda îngălbenită care o identifica pe femeie ca fiind Naomi Parker⁠(d). Fotografia face parte dintr-o serie de fotografii realizate la Naval Air Station Alameda⁠(d) din California, care o arată pe Parker și pe sora ei lucrând la locurile lor de muncă în martie 1942, în timpul războiului. Aceste imagini au fost publicate în diverse ziare și reviste începând cu aprilie 1942, în perioada în care Doyle era încă elevă la liceul din Michigan. În februarie 2015, Kimble le-a intervievat pe surorile Parker: Naomi Fern Fraley, în vârstă de 93 de ani, și sora sa Ada Wyn Morford, în vârstă de 91 de ani; a aflat că acestea știau de cinci ani despre identificarea incorectă a fotografiei și că au fost refuzate în încercarea lor de a corecta datele istorice. Naomi a murit la vârsta de 96 de ani, pe 20 ianuarie 2018.
Deși multe publicații au repetat afirmația nesusținută a lui Doyle că fotografia din timpul războiului a inspirat afișul lui Miller, istoricul Westinghouse, Charles A. Ruch, un locuitor din Pittsburgh care a fost prieten cu J. Howard Miller, a declarat că Miller nu obișnuia să lucreze după fotografii, ci mai degrabă după modele vii. Cu toate acestea, fotografia lui Naomi Parker a apărut în ziarele din Pittsburgh pe 5 iulie 1942, ceea ce face posibil ca Miller să o fi văzut în timp ce crea posterul.

## Moștenirea
Astăzi, imaginea a devenit foarte cunoscută, depășind cu mult scopul său strict definit în timpul celui de-al Doilea Război Mondial. Ea poate fi găsită pe tricouri, tatuaje, cești de cafea și magneți de frigider – atât de multe produse diferite încât The Washington Post a numit-o „cel mai supraexpus” suvenir disponibil în Washington, D.C. Imaginea a fost folosită în 2008 de către unii dintre diferiții militanți regionali care au lucrat pentru alegerea lui Sarah Palin, Ron Paul și Hillary Clinton. Michelle Obama a fost prelucrată în imagine de către unii participanți la Mitingul pentru restabilirea sănătății și/sau a fricii din 2010. Imaginea a fost folosită de corporații precum Clorox⁠(d) care a folosit-o în reclame pentru produse de curățare a locuinței, femeia din imagine fiind dotată în acest caz cu o verighetă pe mâna stângă. Parodii ale imaginii au inclus femei celebre, bărbați, animale și personaje fictive. Au fost produse păpuși sau jucării care aminteau de personajul din afiș. Muzeul Copiilor din Indianapolis a prezentat o replică de 1,2x1,5 m realizată de artista Kristen Cumings din mii de jeleuri
După ce Julia Gillard a devenit prima femeie prim-ministru al Australiei în iunie 2010, un artist stradal din Melbourne, care se semna „Phoenix”, a aplicat chipul lui Gillard pe o nouă versiune monocromă a afișului „We Can Do It!”. AnOther Magazine⁠(d) a publicat o fotografie a afișului făcută pe aleea comercială Hosier din Melbourne în iulie 2010, arătând că marca originală „War Production Co-ordinating Committee” din dreapta jos a fost înlocuită cu un URL care trimite spre fluxul foto Flickr al lui Phoenix. În martie 2011, Phoenix a produs o versiune color pe care scria în dreapta jos „She Did It!” apoi, în ianuarie 2012, a aplicat textul „Prea trist” în diagonală pe poster pentru a exprima dezamăgirea sa față de evoluțiile din politica australiană.
Geraldine Doyle a murit în decembrie 2010. Revista digitală Utne Reader a mers mai departe cu imaginea de copertă programată pentru ianuarie-februarie 2011: o parodie a afișului „We Can Do It!” cu personajul de desene animate Marge Simpson ridicând brațul drept cu pumnul strâns. Editorii revistei și-au exprimat regretul față de decesul lui Doyle.
O imagine stereoscopică a „We Can Do It!” a fost creată pentru genericul de final al filmului cu supereroi din 2011 Căpitanul America: Primul Răzbunător. Imaginea a servit ca fundal pentru cartea de titlu a actriței engleze Hayley Atwell⁠(d)
Ad Council⁠(d) a susținut că posterul a fost dezvoltat în 1942 de către precursorul său, „War Advertising Committee”, ca parte a campaniei „Women in War Jobs”, ajutând la angajarea a „peste două milioane de femei” în producția de război. În februarie 2012, în timpul celebrării celei de-a 70-a aniversări a Ad Council, o aplicație interactivă concepută de agenția digitală HelpsGood a Animax a fost conectată la pagina de Facebook a Consiliului de publicitate. Aplicația Facebook se numea „Rosify Yourself (Rosifică-te)”, făcând referire la „Nituitoarea Rosie”. Aplicația a permis vizitatorilor paginii să încarce imagini ale fețelor lor pentru a fi încorporate în posterul „We Can Do It!”, pentru ca apoi să fie salvate pentru a fi împărtășite cu prietenii. Președintele și directorul general al Ad Council, Peggy Conlon, și-a postat propria față „rosificată” pe Huffington Post, într-un articol pe care l-a scris despre istoria de 70 de ani a grupului. Personalul emisiunii de televiziune Today a postat două imagini „rosificate” pe site-ul lor, folosind fețele prezentatorilor de știri Matt Lauer⁠(d) și Ann Curry⁠(d). Cu toate acestea, profesorul James J. Kimble de la Universitatea Seton Hall și profesorul Lester C. Olson de la Universitatea din Pittsburgh au cercetat originile afișului și au stabilit că acesta nu a fost produs de Consiliul de publicitate și nici nu a fost folosit pentru a recruta femei în industria de apărare.
În 2010, cântăreața americană Pink a recreat posterul în videoclipul melodiei sale „Raise Your Glass” („Ridică-ți paharul”).
Afișul continuă să inspire artiști precum Kate Bergen. Aceasta a pictat imagini ale lucrătorilor medicali COVID-19 într-un stil similar, inițial pentru a face față stresului din munca sa, dar și pentru a-i încuraja pe alții și pentru a sprijini lucrătorii din prima linie.